# GSC4280-467
GSC4280-467 — хімічно пекулярна зоря спектрального класу B9, що має видиму зоряну величину в смузі V приблизно  9,8.

## Пекулярний хімічний склад
Зоряна атмосфера GSC4280-467 має підвищений вміст 
Si
.